# Solbjerg (Rebild Kommune)
 For alternative betydninger, se Solbjerg. (Se også artikler, som begynder med Solbjerg)
Solbjerg er en landsby i det østlige Himmerland Bebyggelsen har ca. 200 indbyggere, byen ligger i Solbjerg Sogn, Rebild Kommune og Region Nordjylland. I Landsbyen finder man Solbjerg Kirke, Solbjerg Borgerforening og Solbjerg Forsamlingshus
Fra Solbjerg er der 3 km til Bælum, 8 km til Terndrup og 12 km til Hadsund.
Solbjerg bestod i 1682 af 13 gårde, 1 hus med og 10 huse uden jord, i alt 307,2 tdr dyrket jord skyldsat til 53,33 tdr hartkorn. Dyrkningsformen var græsmarksbrug med tægter.

## Indbyggertal[4]
| År   | Antal indbyggere |
| ---- | ---------------- |
| 1976 | 253              |
| 1986 | 200              |
| 1996 | 201              |
| 1998 | 205              |
| 2003 | 200              |
| 2004 | 184              |